# Dayurejo
Dayurejo is een bestuurslaag in het regentschap Pasuruan van de provincie Oost-Java, Indonesië. Dayurejo telt 9659 inwoners (volkstelling 2010).